# Wag Hemra
Wag Hemra är en zon i Etiopien.   Den ligger i regionen Amhara, i den norra delen av landet, 400 km norr om huvudstaden Addis Abeba. Antalet invånare är 426 213.